# Campionato africano maschile under 21 di pallavolo 2013
Il campionato africano maschile under 21 di pallavolo 2013 si è svolto dal 2 al 9 marzo 2013 a Sidi Bou Said, in Tunisia: al torneo hanno partecipato dieci squadre nazionali juniores africane e la vittoria finale è andata per la nona volta alla Tunisia.

## Impianti
|                                                                        |  |  |
|                                                                        |  |  |
| Sidi Boussaid Hall Città: Sidi Bou Said Capienza: ? Anno d'apertura: ? |  |  |

## Regolamento
Le squadre, divise in due gruppi, hanno disputato una prima fase a gironi con la formula del girone all'italiana; al termine della prima fase le prime due classificate di ogni girone hanno acceduto alle semifinali, la terza e la quarta hanno ugualmente disputato le semifinali per determinare le posizioni dalla quinta all'ottava, mentre le due squadre ultime classificate hanno disputato un incontro per il nono posto.

## Squadre partecipanti
| Squadra        | Qualificazione | Ultima partecipazione |
| -------------- | -------------- | --------------------- |
| Algeria        | -              | Tunisia 2008          |
| Egitto         | -              | Libia 2010            |
| Libia          | -              | Libia 2010            |
| Marocco        | -              | Libia 2010            |
| RD del Congo   | -              | ?                     |
| Rep. del Congo | -              | ?                     |
| Ruanda         | -              | Libia 2010            |
| Sierra Leone   | -              | ?                     |
| Sudafrica      | -              | Libia 2010            |
| Tunisia        | -              | Libia 2010            |

## Torneo

### Fase a gironi
| Gruppo A       | Gruppo B     |
| -------------- | ------------ |
| Algeria        | Egitto       |
| Rep. del Congo | Libia        |
| Ruanda         | Marocco      |
| Sierra Leone   | RD del Congo |
| Tunisia        | Sudafrica    |

#### Gruppo A

##### Risultati
| 2 marzo 2013 Sidi Boussaid Hall, Sidi Bou Said Durata: ? - Spettatori: ? | Ruanda       | 3 - 1 | Rep. del Congo | 25-16, 25-16, 22-25, 25-15 |
| 2 marzo 2013 Sidi Boussaid Hall, Sidi Bou Said Durata: ? - Spettatori: ? | Tunisia      | 3 - 0 | Sierra Leone   | 25-11, 25-5, 25-14         |
| 3 marzo 2013 Sidi Boussaid Hall, Sidi Bou Said Durata: ? - Spettatori: ? | Sierra Leone | 0 - 3 | Algeria        | 14-25, 15-25, 14-25        |
| 3 marzo 2013 Sidi Boussaid Hall, Sidi Bou Said Durata: ? - Spettatori: ? | Ruanda       | 0 - 3 | Tunisia        | 13-25, 15-25, 17-25        |
| 4 marzo 2013 Sidi Boussaid Hall, Sidi Bou Said Durata: ? - Spettatori: ? | Sierra Leone | 0 - 3 | Rep. del Congo | 22-25, 10-25, 16-25        |
| 4 marzo 2013 Sidi Boussaid Hall, Sidi Bou Said Durata: ? - Spettatori: ? | Tunisia      | 3 - 0 | Algeria        | 25-19, 25-23, 26-24        |
| 5 marzo 2013 Sidi Boussaid Hall, Sidi Bou Said Durata: ? - Spettatori: ? | Sierra Leone | 0 - 3 | Ruanda         | 19-25, 10-25, 15-25        |
| 5 marzo 2013 Sidi Boussaid Hall, Sidi Bou Said Durata: ? - Spettatori: ? | Algeria      | 3 - 0 | Rep. del Congo | 25-19, 25-19, 29-27        |
| 6 marzo 2013 Sidi Boussaid Hall, Sidi Bou Said Durata: ? - Spettatori: ? | Algeria      | 1 - 3 | Ruanda         | 16-25, 13-25, 25-16, 21-25 |
| 6 marzo 2013 Sidi Boussaid Hall, Sidi Bou Said Durata: ? - Spettatori: ? | Tunisia      | 3 - 0 | Rep. del Congo | 25-17, 25-16, 25-9         |

##### Classifica
| Pos | Squadra        | Pt | G | V | P | SV | SP | Ratio | PF  | PS  | Ratio |
| --- | -------------- | -- | - | - | - | -- | -- | ----- | --- | --- | ----- |
| 1   | Tunisia        | 12 | 4 | 4 | 0 | 12 | 0  | MAX   | 301 | 183 | 1.645 |
| 2   | Ruanda         | 9  | 4 | 3 | 1 | 9  | 5  | 1.800 | 308 | 266 | 1.158 |
| 3   | Algeria        | 6  | 4 | 2 | 2 | 7  | 6  | 1.167 | 295 | 265 | 1.113 |
| 4   | Rep. del Congo | 3  | 4 | 1 | 3 | 4  | 9  | 0.444 | 244 | 299 | 0.816 |
| 5   | Sierra Leone   | 0  | 4 | 0 | 4 | 0  | 12 | 0.000 | 165 | 300 | 0.550 |

#### Gruppo B

##### Risultati
| 2 marzo 2013 Sidi Boussaid Hall, Sidi Bou Said Durata: ? - Spettatori: ? | Marocco      | 3 - 0 | Sudafrica    | 25-18, 25-15, 25-23               |
| 2 marzo 2013 Sidi Boussaid Hall, Sidi Bou Said Durata: ? - Spettatori: ? | Egitto       | 3 - 0 | RD del Congo | 25-17, 25-14, 25-13               |
| 3 marzo 2013 Sidi Boussaid Hall, Sidi Bou Said Durata: ? - Spettatori: ? | Sudafrica    | 0 - 3 | Egitto       | 11-25, 14-25, 14-25               |
| 3 marzo 2013 Sidi Boussaid Hall, Sidi Bou Said Durata: ? - Spettatori: ? | RD del Congo | 2 - 3 | Libia        | 28-26, 25-20, 18-25, 21-25, 13-25 |
| 4 marzo 2013 Sidi Boussaid Hall, Sidi Bou Said Durata: ? - Spettatori: ? | Sudafrica    | 0 - 3 | RD del Congo | 23-25, 21-25, 19-25               |
| 4 marzo 2013 Sidi Boussaid Hall, Sidi Bou Said Durata: ? - Spettatori: ? | Marocco      | 3 - 1 | Libia        | 20-25, 25-22, 25-19, 25-16        |
| 5 marzo 2013 Sidi Boussaid Hall, Sidi Bou Said Durata: ? - Spettatori: ? | Sudafrica    | 0 - 3 | Libia        | 17-25, 15-25, 16-25               |
| 5 marzo 2013 Sidi Boussaid Hall, Sidi Bou Said Durata: ? - Spettatori: ? | Egitto       | 3 - 0 | Marocco      | 25-18, 25-20, 25-15               |
| 6 marzo 2013 Sidi Boussaid Hall, Sidi Bou Said Durata: ? - Spettatori: ? | RD del Congo | 0 - 3 | Marocco      | 19-25, 16-25, 23-25               |
| 6 marzo 2013 Sidi Boussaid Hall, Sidi Bou Said Durata: ? - Spettatori: ? | Egitto       | 3 - 0 | Libia        | 25-18, 25-20, 25-18               |

##### Classifica
| Pos | Squadra      | Pt | G | V | P | SV | SP | Ratio | PF  | PS  | Ratio |
| --- | ------------ | -- | - | - | - | -- | -- | ----- | --- | --- | ----- |
| 1   | Egitto       | 12 | 4 | 4 | 0 | 12 | 0  | MAX   | 300 | 193 | 1.554 |
| 2   | Marocco      | 9  | 4 | 3 | 1 | 9  | 4  | 2.250 | 300 | 269 | 1.115 |
| 3   | Libia        | 5  | 4 | 2 | 2 | 7  | 8  | 0.875 | 318 | 329 | 0.967 |
| 4   | RD del Congo | 4  | 4 | 1 | 3 | 5  | 9  | 0.556 | 286 | 320 | 0.894 |
| 5   | Sudafrica    | 0  | 4 | 0 | 4 | 0  | 12 | 0.000 | 207 | 300 | 0.690 |

### Fase finale

#### Finali 1º e 3º posto
|  | Semifinali | Semifinali | Semifinali |        |         | 1º/2º posto | 1º/2º posto | 1º/2º posto |  |
|  |            |            |            |        |         |             |             |             |  |
|  | Tunisia    | Tunisia    | 3          |        |         |             |             |             |  |
|  | Tunisia    | Tunisia    | 3          |        |         |             |             |             |  |
|  | Marocco    | Marocco    | 0          |        |         |             |             |             |  |
|  | Marocco    | Marocco    | 0          |        | Tunisia | Tunisia     | 3           |             |  |
|  |            |            |            |        | Tunisia | Tunisia     | 3           |             |  |
|  |            |            | Egitto     | Egitto | 1       |             |             |             |  |
|  | Ruanda     | Ruanda     | Egitto     | Egitto | 1       | 0           |             |             |  |
|  | Ruanda     | Ruanda     |            |        |         | 0           |             |             |  |
|  | Egitto     | Egitto     | 3          |        |         | 3º/4º posto | 3º/4º posto | 3º/4º posto |  |
|  | Egitto     | Egitto     | 3          |        |         |             |             |             |  |
|  |            |            |            |        |         |             |             |             |  |
|  |            |            |            |        |         | Marocco     | Marocco     | 0           |  |
|  |            |            |            |        |         | Marocco     | Marocco     | 0           |  |
|  |            |            |            |        |         | Ruanda      | Ruanda      | 3           |  |

##### Semifinali
| 8 marzo 2013 Sidi Boussaid Hall, Sidi Bou Said Durata: ? - Spettatori: ? | Egitto  | 3 - 0 | Ruanda  | 25-18, 25-19, 25-21 |
| 8 marzo 2013 Sidi Boussaid Hall, Sidi Bou Said Durata: ? - Spettatori: ? | Tunisia | 3 - 0 | Marocco | 25-17, 25-22, 25-13 |

##### Finale 3º posto
| 9 marzo 2013 Sidi Boussaid Hall, Sidi Bou Said Durata: ? - Spettatori: ? | Marocco | 0 - 3 | Ruanda | 25-27, 25-27, 21-25 |

##### Finale
| 9 marzo 2013 Sidi Boussaid Hall, Sidi Bou Said Durata: ? - Spettatori: ? | Tunisia | 3 - 1 | Egitto | 25-17, 22-25, 25-19, 25-21 |

#### Finali 5º e 7º posto
|  | Semifinali     | Semifinali     | Semifinali |         |       | 5º/6º posto    | 5º/6º posto    | 5º/6º posto |  |
|  |                |                |            |         |       |                |                |             |  |
|  | Rep. del Congo | Rep. del Congo | 1          |         |       |                |                |             |  |
|  | Rep. del Congo | Rep. del Congo | 1          |         |       |                |                |             |  |
|  | Libia          | Libia          | 3          |         |       |                |                |             |  |
|  | Libia          | Libia          | 3          |         | Libia | Libia          | 0              |             |  |
|  |                |                |            |         | Libia | Libia          | 0              |             |  |
|  |                |                | Algeria    | Algeria | 3     |                |                |             |  |
|  | Algeria        | Algeria        | Algeria    | Algeria | 3     | 3              |                |             |  |
|  | Algeria        | Algeria        |            |         |       | 3              |                |             |  |
|  | RD del Congo   | RD del Congo   | 0          |         |       | 7º/8º posto    | 7º/8º posto    | 7º/8º posto |  |
|  | RD del Congo   | RD del Congo   | 0          |         |       |                |                |             |  |
|  |                |                |            |         |       |                |                |             |  |
|  |                |                |            |         |       | Rep. del Congo | Rep. del Congo | 0           |  |
|  |                |                |            |         |       | Rep. del Congo | Rep. del Congo | 0           |  |
|  |                |                |            |         |       | RD del Congo   | RD del Congo   | 3           |  |

##### Semifinali
| 8 marzo 2013 Sidi Boussaid Hall, Sidi Bou Said Durata: ? - Spettatori: ? | Rep. del Congo | 1 - 3 | Libia        | 26-24, 20-25, 17-25, 16-25 |
| 8 marzo 2013 Sidi Boussaid Hall, Sidi Bou Said Durata: ? - Spettatori: ? | Algeria        | 3 - 1 | RD del Congo | 20-25, 25-20, 25-17, 25-23 |

##### Finale 7º posto
| 9 marzo 2013 Sidi Boussaid Hall, Sidi Bou Said Durata: ? - Spettatori: ? | RD del Congo | 3 - 0 | Rep. del Congo | 25-19, 25-20, 25-21 |

##### Finale 5º posto
| 9 marzo 2013 Sidi Boussaid Hall, Sidi Bou Said Durata: ? - Spettatori: ? | Libia | 0 - 3 | Algeria | 24-26, 21-25, 18-25 |

#### Finale 9º posto
| 8 marzo 2013 Sidi Boussaid Hall, Sidi Bou Said Durata: ? - Spettatori: ? | Sierra Leone | 0 - 3 | Sudafrica | 16-25, 15-25, 21-25 |

## Classifica finale
| Pos | Squadre        | Qualificazione                    |
| --- | -------------- | --------------------------------- |
|     | Tunisia        | Campionato mondiale juniores 2013 |
|     | Egitto         | Campionato mondiale juniores 2013 |
|     | Ruanda         | Campionato mondiale juniores 2013 |
| 4   | Marocco        | Campionato mondiale juniores 2013 |
| 5   | Algeria        |                                   |
| 6   | Libia          |                                   |
| 7   | RD del Congo   |                                   |
| 8   | Rep. del Congo |                                   |
| 9   | Sudafrica      |                                   |
| 10  | Sierra Leone   |                                   |

## Premi individuali
| Premio                | Nome               | Squadra |
| --------------------- | ------------------ | ------- |
| MVP                   | Malek Chekir       | Tunisia |
| Miglior servizio      | Mohamed Brahim     | Tunisia |
| Miglior ricezione     | Reda Abdelmagid    | Egitto  |
| Miglior palleggiatore | Amine Zayani       | Marocco |
| Miglior attaccante    | Aimable Mutuyimana | Ruanda  |
| Miglior muro          | Mohamed Adel       | Egitto  |
| Miglior libero        | Tayeb Korbosli     | Tunisia |